# 斯维特洛达尔斯克市镇
斯维特洛达尔斯克市级市镇（羅馬化：Svitlodarska miska hromada）是乌克兰顿涅茨克州巴赫穆特区的一个市镇，行政中心为斯維特洛達爾斯克。市镇面积为297.7平方公里，2023年人口数量为29,167人。

## 居民点
该市镇包括37个居民点：1个城市（斯維特洛達爾斯克）、3个市级镇、11个村庄和5个乡村居民点。
- 市级镇：宰采韋、卢汉斯凯、米羅尼夫斯基
- 部分村庄： 科代馬
- 部分乡村居民点：新盧漢斯凱